# HELL:ium
「HELL:ium」（ヘリ:ウム）是黒崎真音的第三張單曲。2012年5月9日由Geneon Universal Entertainment Japan, LLC.發售。

## 概要
- 歌手黒崎真音的主要歌曲。
- 是電影的主題歌，而「 I`m still breathing…」是電影的主題歌，還有「 Just believe.」是電影的主題歌。

## 收錄曲
1. 作詞：黒崎真音、作曲・編曲：井内舞子
2. I`m still breathing‧‧‧
作詞：黒崎真音、作曲・編曲：井内舞子
3. Just believe. 
作詞：黒崎真音、作曲・編曲：井内舞子
4. （Instrumental）
5. I`m still breathing…（Instrumental）
6. Just believe.（Instrumental）